# Tegulifera
Tegulifera is een geslacht van vlinders van de familie snuitmotten (Pyralidae), uit de onderfamilie Pyralinae.

## Soorten
- T. angustifascia Caradja, 1927
- T. anneliese Viette, 1981
- T. atomosalis Warren, 1895
- T. audeoudi Joannis, 1927
- T. biplagialis Ghesquière, 1942
- T. bostralis Hampson, 1917
- T. bourgini Viette, 1951
- T. camptoceralis Hampson, 1906
- T. capuronalis Viette, 1960
- T. castanealis Hampson, 1896
- T. catalalis Marion & Viette, 1956
- T. conisalis Hampson, 1917
- T. costipunctata Shibuya, 1928
- T. cyanealis Mabille, 1879
- T. chromalis Hampson, 1917
- T. chrysoproctalis Hampson, 1906
- T. drapesalis Walker, 1859
- T. elaeomesa Hampson, 1917
- T. epipyralis Hampson, 1906
- T. flaveola Hampson, 1917
- T. flavicarnea Hampson, 1917
- T. flavirubralis Hampson, 1906
- T. fumosalis Warren, 1896
- T. gallienalis Viette, 1960
- T. herbulotalis Marion, 1954
- T. holothermalis Hampson, 1906
- T. humberti Viette, 1973
- T. ignealis Marion, 1955
- T. irroralis Hampson, 1917
- T. kwangtungialis Caradja, 1925
- T. lanitralis Viette, 1978
- T. lienpingialis Caradja, 1925
- T. marionalis Viette, 1960
- T. nosivolalis Viette, 1960
- T. oblunata Warren, 1897
- T. obovalis Hampson, 1917
- T. ochrealis Hampson, 1917
- T. ochrimesalis Hampson, 1917
- T. pallidalis Hampson, 1917
- T. pallidibasalis Hampson, 1896
- T. pernalis Viette, 1960
- T. phaeaptera Hampson, 1903
- T. pictimarginalis Hampson, 1906
- T. pretiosalis Caradja, 1925
- T. psamathopis Meyrick, 1894
- T. purpurascens Hampson, 1917
- T. pyraliformis Caradja, 1939
- T. radamalis Viette, 1960
- T. rosalinde Viette, 1981
- T. rosealis Hampson, 1896
- T. rubralis Caradja, 1925
- T. rufalis Gaede, 1916
- T. rufifascialis Hampson, 1896
- T. sanguicilialis Hampson, 1906
- T. sanguinalis Marion, 1954
- T. sanguinea Warren, 1891
- T. semicircularis Hampson, 1917
- T. sinensis Caradja, 1925
- T. subolivescens Warren, 1895
- T. tripartalis Joannis, 1930
- T. tripartita Hampson, 1917
- T. tristiculalis Saalmüller, 1879
- T. vinotinctalis Hampson, 1906
- T. zombitsalis Viette, 1960